# Università Kim Il-sung
L'università Kim Il-sung è la principale università della Repubblica Popolare Democratica di Corea, situata in un campus nella capitale Pyongyang; fondata il 1º ottobre 1946, è la prima università mai sorta in Corea del Nord.
L'università è intitolata in onore di Kim Il-sung, primo leader nordcoreano.